# Corvin-koszorú
A Corvin-koszorú egy kitüntetés, amelyet 1930-ban alapított Horthy Miklós, Magyarország kormányzója. Azok kaphatták meg, akik a magyar tudomány, irodalom és művészet terén, valamint a magyar művelődés fellendítésében szereztek kimagasló érdemeket. A Corvin-koszorú „élő” viselőinek száma egyszerre nem lehetett több hatvannál. További kitüntetéseket is alapítottak: a jelentősebb Corvin-láncot és a Corvin-díszjelvényt, amelyet 12 fő viselhetett. Külföldieknek Corvin-díszjelvényt adományoztak.

## A Corvin-koszorú leírása
Kereszt formában négy ponton szalaggal átfont babérkoszorú, átmérője: 70 mm. Benne háromszög formájú, kék pajzs alak, amely sarkaival érinti a koszorút, Mátyás király családi címerével. A hátlapján a pajzsra az adományozott személyek nevét vésték be. A kitüntetett személy elhalálozása után a koszorút újra kiadták, így ismételt adományozások esetén több név is szerepelhetett rajta (lásd. Nudelmann árverések). A koszorú anyaga ezüst és zománc. A kitüntetés doboza fekete, fedelén középen arany "C".

## Corvin-koszorú kitüntetettjei

### 1930
- Angyal Dávid történettudós (1857–1943)
- Bajor Gizi színművésznő (1893–1951)
- Bakay Lajos orvostudós (1880–1959)
- Balló Ede festőművész (1859–1936)
- Bartók Béla zeneszerző (1881–1945, a hivatalos átadáson nem jelent meg, de később a díj a birtokába került)
- Csathó Kálmán író (1881–1964)
- Csánki Dezső történész (1857–1933)
- Császár Elemér irodalomtörténész (1874–1940)
- Domanovszky Sándor történettudós (1877–1955)
- Ereky István jogtudós (1876–1943)
- Fejér Lipót matematikus (1880–1959)
- Foerk Ernő építész (1868–1934)
- Gál Gyula színművész (1865–1945)
- Glatz Oszkár festőművész (1872–1958)
- Gombocz Zoltán nyelvész (1877–1935)
- Grósz Emil orvostudós (1865–1941)
- Hekler Antal művészettörténész (1882–1940)
- Heller Farkas közgazdász (1877–1955)
- Herzog Ferenc orvostudós (1879–1952)
- Hevesi Sándor író (1873–1939)
- Hóman Bálint történész (1885–1951)
- Horváth János irodalomtörténész (1878–1961)
- Hutÿra Ferenc állatorvos (1860–1934)
- Hültl Dezső építőművész (1870–1946)
- Iványi-Grünwald Béla festőművész (1867–1940)
- Kandó Kálmán mérnök (1869–1931)
- Karlovszky Bertalan festőművész (1858–1938)
- Károlyi Árpád történész, levéltáros (1853–1940)
- Kertész K. Róbert építőművész (1876–1951)
- Kisfaludi Strobl Zsigmond szobrászművész (1884–1975)
- Kodály Zoltán zeneszerző (1882–1967)
- Kornis Gyula filozófus (1885–1958)
- Kovács Alajos statisztikus (1877–1963)
- Kismarty-Lechner Jenő építőművész (1878–1962)
- Lenhossék Mihály természettudós (1863–1937)
- P. Márkus Emília színművésznő (1860–1949)
- Melich János nyelvtudós (1872–1963)
- Négyesy László irodalomtörténész, esztéta (1861–1933)
- Orsós Ferenc természettudós (1879–1962)
- Pauler Ákos filozófus (1876–1933)
- Pásztor János szobrászművész (1881–1945)
- Petrovics Elek műtörténész (1873–1945)
- B. Sándor Erzsébet énekművésznő (1885–1962)
- Schütz Antal hittudós (1880–1953)
- Sidló Ferenc szobrászművész (1882–1954)
- Sigmond Elek vegyész (1873–1939)
- Surányi Miklós író (1882–1936)
- Szabados Béla zeneszerző (1867–1936)
- Szabolcska Mihály költő (1861–1930)
- Székelyhidy Ferenc énekművész (1885–1954)
- Szekfű Gyula történettudós (1883–1955)
- Szentgyörgyi István szobrászművész (1881–1938)
- Thienemann Tivadar irodalomtörténész (1890–1985)
- Tormay Cécile írónő (1876–1937)
- Verebélÿ Tibor orvostudós (1875–1941)
- Vészi József író (1858–1940)
- Voinovich Géza irodalomtörténész (1877–1952)
- Wälder Gyula építőművész (1884–1944)
- Zemplén Géza vegyész (1883–1956)
- Zilahy Lajos író (1891–1974)

### 1931
- Dudits Andor festőművész (1866–1944)
- Kenéz Béla (1874–1946) statisztikus, közgazdász, az MTA tagja, 1931–1932-ben kereskedelemügyi miniszter.

### 1935
- Gerevich Tibor művészettörténész (1882–1954)
- Harsányi Zsolt író (1887–1943)
- Kiss Ferenc színművész (1893–1978)
- Molnár Ferenc író (1878–1952)
- Révész Imre egyháztörténész (1889–1967)
- Rudnay Gyula festőművész (1878–1957)
- Szily Kálmán kultúrpolitikus (1875–1958)

### 1937
- Makkai Sándor teológus, író, nemzetnevelő (1890–1951)
- Németh Gyula nyelvtudós (1890–1976)
- Némethy Ella dalművésznő (1895–1961)
- Szent-Györgyi Albert 1. biológus, vegyész (1893–1986)

### 1938
- Csánky Dénes festőművész (1885–1972)
- Palló Imre énekművész (1891–1978)
- N. Tasnády Ilona színművésznő (1893–1971)
- Vastag György szobrászművész (1868–1946)

### 1939
- Aba-Novák Vilmos festő (1894–1941)
- Gulácsy Irén írónő (1894–1945)
- Mécs László 1. költő (1895–1978)

### 1940
- Balázs András kultúrpolitikus (1869–1956)
- Berde Mária írónő (1889–1949)
- Bíró Vencel történettudós (1885–1962)
- Gyallay-Pap Domonkos 1. író (1880–1970)
- Gyergyay Árpád orvostudós (1881–1952)
- György Lajos irodalomtudós (1890–1950)
- Kemény János báró 1. író (1903–1971)
- Kós Károly 2. építész és író (1883–1977)
- Kristóf György irodalomtudós (1878–1965)
- Nyirő József 1. író (1889–1953)
- Pakocs Károly író (1892–1966)
- Scheffler János 2., 1. egyházjogtudós (1887–1952)
- Szilágyi M. Dózsa hitszónok (1879–1949)
- Szopos Sándor festőművész (1881–1954)
- Tamási Áron 1. író (1897–1966)
- Tavaszy Sándor 2. teológus, filozófus (1888–1951)
- Varga Béla 1. bölcsésztudós (1886–1942)
- gróf Bánffy Miklósné Várady Aranka színművésznő (1886–1966)

### 1941
- Angyal Pál jogtudós (1873–1949)
- Burghardt Rezső festőművész (1884–1963)
- Megyer-Meyer Antal iparművész (1883–1948)
- Neuber Ede 1. orvos, bőrgyógyász (1882–1946)
- Pogány Béla 1. természettudós (1887–1943)
- Szabó Zoltán 1. természettudós (1882–1944)
- Szentpétery Imre 3. történettudós (1878–1950)
- Szőnyi István festőművész (1894–1960)
- Tamás Lajos irodalom és nyelvtudós (1904–1984)
- Vladár Gábor jogtudós (1881–1972)

### 1942
- Schimanek Emil 2. műszaki tudományok (1872–1955)
- Varga József vegyész-tudós (1891–1956)
- Zathureczky Ede 1. hegedűművész (1903–1959)

### 1943
- Harsányi Lajos költő (1883–1959)
- Lehár Ferenc 1. zeneszerző (1870–1948)
- Lukinich Imre történész (1880–1950)

## Díjazottak ábécésorrendben
| Ábécé szerinti tartalomjegyzék                                                                           |
| --- |
| A, Á B C Cs D Dz Dzs E, É F G Gy H I, Í J K L Ly M N Ny O, Ó Ö, Ő P Q R S Sz T Ty U, Ú Ü, Ű V W X Y Z Zs |

### A
- Aba-Novák Vilmos festő 1894-1941
- Angyal Dávid 1. történettudós 1857–1943
- Angyal Pál jogtudós 1873–1949

### B
- B. Sándor Erzsébet énekművésznő 1885–1962
- Bajor Gizi (Bajor Gizella) 2. színművésznő	1893–1951
- Bakay Lajos 1. orvostudós 1880–1959
- Balázs András kultúrpolitikus 1869–1956
- Balló Ede 1. festőművész 1859–1936
- Bartók Béla 1. zeneszerző 1881–1945, a hivatalos átadáson nem jelent meg, de később a díj a birtokába került
- gróf Bánffy Miklósné Várady Aranka színművésznő 1886–1966
- Berde Mária írónő 1889–1944
- Bíró Vencel történettudós 1885–1963
- Burghardt Rezső festőművész 1884–1963

### Cs
- Csánki Dezső történész 1857–1933
- Csánky Dénes festőművész 1885–1972
- Császár Elemér irodalomtörténész 1874–1940
- Csathó Kálmán író 1881–1964

### D
- Domanovszky Sándor történettudós 1877–1955
- Dudits Andor festőművész 1866–1944

### E, É
- Ereky István jogtudós 1876–1943

### F
- Fejér Lipót matematikus 1880–1959
- Foerk Ernő 1. építész 1868–1934

### G
- Gál Gyula színművész 1865–1945
- Gerevich Tibor 2. művészettörténész 1882–1954
- Glatz Oszkár festőművész 1872–1958
- Gombocz Zoltán 1. nyelvész 1877–1935
- Grósz Emil 2. orvostudós 1865–1941

### GY
- Gulácsy Irén írónő 1894–1945
- Gyallay-Pap Domonkos 1. író 1880–1970
- Gyergyay Árpád orvostudós 1881–1952
- György Lajos irodalomtudós 1890–1951

### H
- Harsányi Lajos költő 1883–1959
- Harsányi Zsolt 1. író 1887–1943
- Hekler Antal 1. művészettörténész 1882–1940
- Heller Farkas 2. közgazdász 1877–1955
- Herzog Ferenc orvostudós 1879–1952
- Hevesi Sándor író 1873–1939
- Hóman Bálint 1. történész 1885–1951
- Horváth János irodalomtörténész 1878–1961
- Hutÿra Ferenc 2. állatorvos 1860–1934
- Hültl Dezső építőművész 1870–1946

### I, Í
- Iványi-Grünwald Béla festőművész 1867–1940

### K
- Kandó Kálmán 1., 2. mérnök 1869–1931
- Karlovszky Bertalan festőművész 1858–1938
- Károlyi Árpád történettudós 1853–1940
- Kemény János báró 1. író 1903–1971
- Kenéz Béla (1874–1946) statisztikus, közgazdász, az MTA tagja, 1931–1932-ben kereskedelemügyi miniszter.
- Kertész K. Róbert építőművész 1876–1951
- Kisfaludi Strobl Zsigmond 1. szobrászművész 1884–1975
- Kismarty-Lechner Jenő építőművész 1878–1962
- Kiss Ferenc színművész 1892–1978
- Kodály Zoltán 2. zeneszerző 1882–1967
- Kornis Gyula 1. filozófus 1885–1958
- Kós Károly 2. építész és író 1883–1977
- Kovács Alajos 1. statisztikus 1877–1963
- Kristóf György irodalomtudós 1878–1965

### L
- Lehár Ferenc 1. zeneszerző 1870–1948
- Lenhossék Mihály természettudós 1863–1937
- Lukinich Imre történész 1880–1950

### M
- Makkai Sándor irodalomtörténész 1890–1951
- Mécs László 1. költő 1895–1978
- Megyer-Meyer Antal iparművész 1883–1948
- Melich János nyelvtudós 1872–1963
- Molnár Ferenc író 1878–1952

### N
- Négyesy László 2. irodalomtörténész, esztéta 1861–1933
- Németh Gyula nyelvtudós 1890–1976
- Némethy Ella dalművésznő 1895–1961
- Neuber Ede 1. orvos, bőrgyógyász 1882–1946

### Ny
- Nyirő József 1. író 1889–1953

### O, Ó
- Orsós Ferenc természettudós 1879–1962

### P
- P. Márkus Emília 1. színművésznő 1860–1949
- Pakocs Károly író 1892–1966
- Palló Imre énekművész 1891–1978
- Pásztor János szobrászművész 1881–1945
- Pauler Ákos 1. filozófus 1876–1933
- Petrovics Elek 1. műtörténész 1873–1945
- Pogány Béla 1. természettudós 1887–1943

### R
- Révész Imre egyháztörténész 1889–1967
- Rudnay Gyula festőművész 1878–1957

### S
- Scheffler János 2., 1. egyházjogtudós 1887–1952
- Schimanek Emil 2. műszaki tudományok 1872–1955
- Schütz Antal hittudós 1880–1953
- Sidló Ferenc szobrászművész 1882–1954
- ’Sigmond Elek vegyész 1873–1939
- Surányi Miklós 1. író 1882–1936

### SZ
- Szabados Béla 1. zeneszerző 1867–1936
- Szabó Zoltán 1. botanikus 1882–1944
- Szabolcska Mihály 1. költő 1861–1930
- Székelyhidy Ferenc énekművész 1885–1954
- Szekfű Gyula 1. történettudós 1883–1955
- Szent-Györgyi Albert 1. biológus, vegyész 1893–1986
- Szentgyörgyi István szobrászművész 1881–1938
- Szentpétery Imre 3. történettudós 1878–1950
- Szilágyi Dózsa hitszónok 1879–1949
- Szily Kálmán (gépészmérnök) kultúrpolitikus 1875–1958
- Szopos Sándor festőművész 1881–1954
- Szőnyi István festőművész 1894–1960

### T
- Tamás Lajos irodalom és nyelvtudós 1904–1984
- Tamási Áron 1. író 1897–1966
- Tasnády Ilona színművésznő 1893–1971
- Tavaszy Sándor 2. bölcsésztudós 1888–1952
- Thienemann Tivadar irodalomtörténész 1890–1985
- Tormay Cécile 1. írónő 1876–1937

### V
- Varga Béla 1. bölcsésztudós 1886–1942
- Varga József vegyész-tudós 1891–1956
- Vastagh György szobrászművész 1868–1946
- Verebélÿ Tibor orvostudós 1875–1941
- Vészi József 1. író 1858–1940
- Vladár Gábor jogtudós 1881–1972
- Voinovich Géza 1. irodalomtörténész 1877–1952
- Wälder Gyula 3. építőművész 1884–1944
- Zathureczky Ede 1. hegedűművész 1903–1959
- Zemplén Géza 1., 1. vegyész 1883–1956
- Zilahy Lajos író 1891–1974